# Zichy Edmund

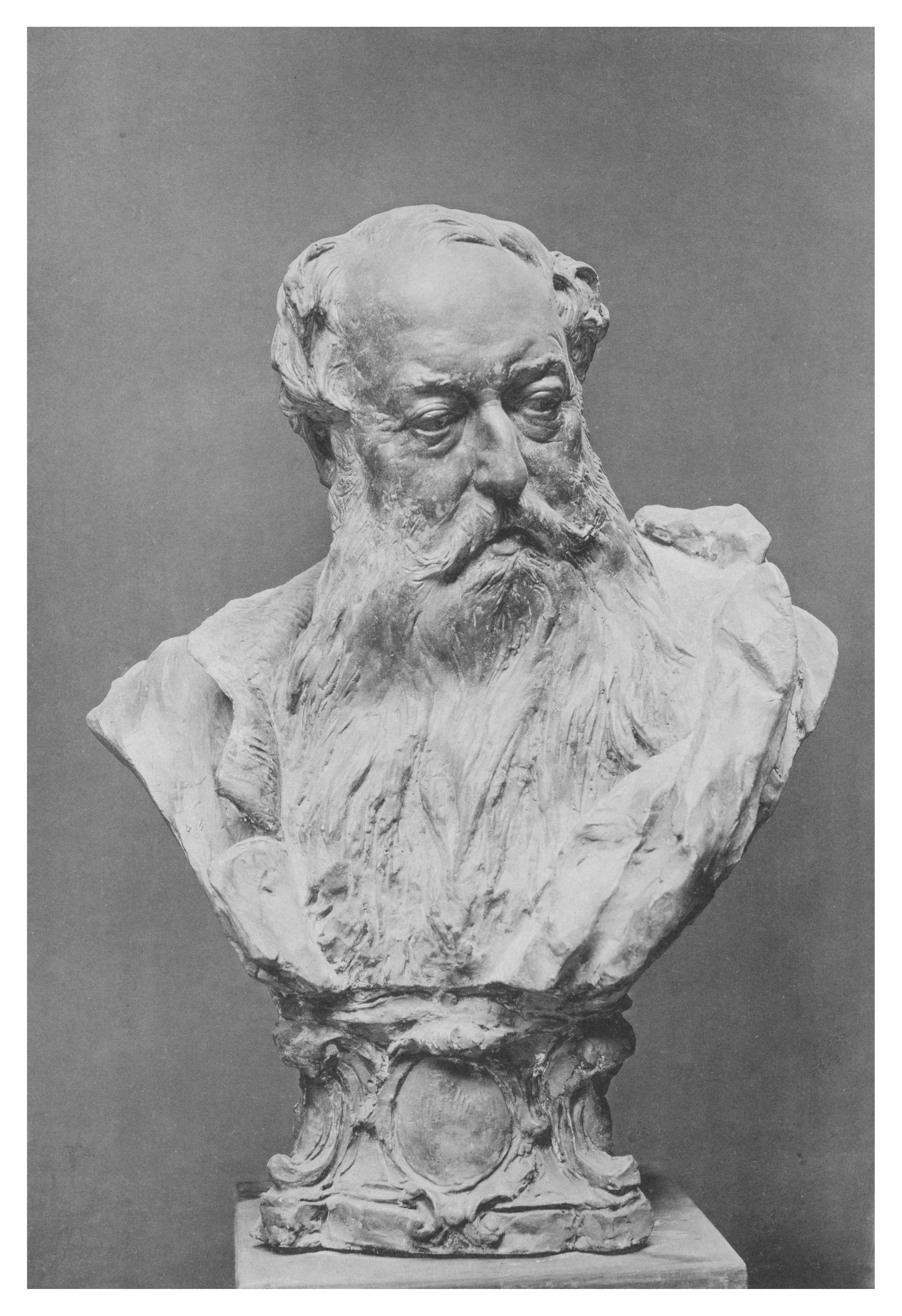
Victor Tilgner mellszobra Zichyről

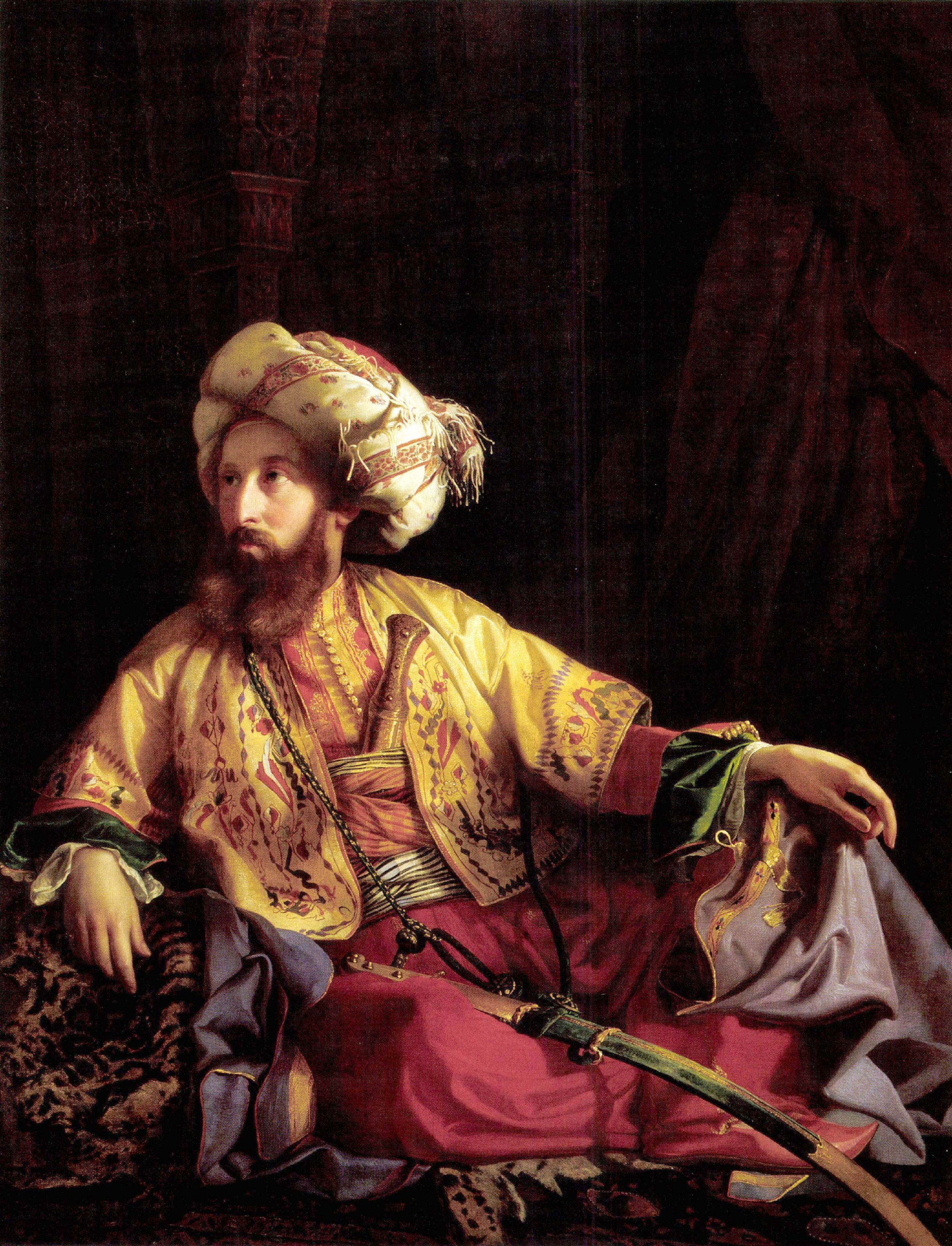
Borsos József festménye

Zicsi és vázsonykői Zichy Edmund (Bécs, 1811. július 19. – Bécs, 1894. január 27.) gróf, császári és király kamarás, belső titkos tanácsos, műgyűjtő, főrendiházi tag. Zichy Ödön és Zichy Domonkos püspök testvére.

## Élete
A gróf Zichy család sarja. Édesapja, gróf Zichy Ferenc (1749–1812), főispán, főpohárnokmester, édesanyja, gróf Maria Dominika zu Lodron-Laterano und Castelromano (1789–1847) volt. Fiatalkorában katonáskodott, 1848-ban Fehér megye főispáni helytartója volt. Számos pénzügyi és nemzetgazdasági vállalat élén kiváló közgazdasági tevékenységet fejtett ki. A bécsi világkiállítás biztosa Nejével, herceg Odescalchi Paulinával, akivel 1832. május 6-án kötött házasságot, és gyermekeivel birtokain lakott. Később Bécsbe költözött, ahol művészeti tanulmányainak élt és becses gyűjteményt szerzett. Egyike volt az osztrák iparművészeti múzeum (Museum für angewandte Kunst Wien) alapítóinak, és tagja a bécsi Künstlerhausnak. Az osztrák–magyar északi-sarki expedíció második legbőkezűbb támogatója (Johann Wilczek mellett), a 220 ezres összköltségből 45 ezer forintot biztosított. Mint főtámogató jelen volt a június 13-án, Geestemündében megrendezett búcsúebéden, ahonnan az expedíció útjára indult.
1894. január 31-én, Zichifalván helyezték örök nyugalomra. Értékes gyűjteményét fia, Zichy Jenő örökölte, aki tovább gyarapította.

## Házassága és gyermekei
1832. május 6.-án vette el Odescalchi Paolina (1810-1866) hercegnőt, herceg Odescalchi Innocenzo (1778-1833) és gróf buzini Keglevich Anna Lujza (1778-1813) lányát. A házasságból született:
- gróf Zichy Edmund (1834-1910)
- gróf Zichy Jenő (1837-1906), szakíró, politikus, Ázsia-kutató.
- gróf Zichy Livia (1840-1913), gróf Zichy Ferdinánd (1829-1911) felesége.

## Emlékezete
Hans Makart kevés férfiportéinak egyikén őt ábrázolta (1872).
Bécsi letelepedése előtt hosszabb utazást tett, 1842-ben egy ilyen keleti útjáról visszatérve Borsos József festette meg, keleti öltözékben. Az utazásról hazahozott öltözéket nagy becsben tartotta, még egy 1857-ben Drezdában rendezett élőkép során is viselte, amikor ő alakította a szultánt, a XV. Lajos követségét a konstantinápolyi udvarban bemutató jelenetben.
Viktor Tilgner mellszoborban örökítette meg.
Az általa finanszírozott expedíció az egyik újonnan felfedezett földrészt róla nevezte el Zichy-földnek.

## Munkái
- Les chasses et le sport en Hongrie. Ouvrage redigé par mrs. mrs. les comtes E. Andrássy, Mor. Sándor, Béla Festetich, Edni. Zichy … Pest, 1858
- Ein Wort über das projectirte Esseker Bahn-Netz. Bécs, 1865
- Egy szó az erdélyi vasútról. Pest, 1866
- Welche Bahnen Braucht Siebenbürgen? Bécs, 1867
- Enquète agricole. Commission supérieure deposition de … Séance du samedi 29. juin. 1867. Párizs, 1867
- Bericht über die Messe von Eski-Djumaia. Hilberg Arnold: Nach Eski-Djumaia. Reise-Skizzen aus Bulgarien cz. munkájának függelékeként, 1876
- Bethlenfalvi gr. Thurzó György levelei nejéhez. Z. Edmund gr. megbízásából közrebocsátva, Pest, 1876
- Die Länder des Ostens auf der Pariser Ausstellung 1878. Bécs, 1878
- Vorwort zur heraldischen Ausstellung. Bécs, 1878

Műállapotainkról című cikksorozata megjelent az Archaeologiai Értesítő 1870. évfolyamában (233., 258., 268.) Ez, valamint a Fővárosi Lapokban (1869. 270.) megjelent „Miért nem virágzott fel nálunk a képzőművészet?” című cikke kivonatos fordítása az Ung. Lloydban megjelent cikksorozatának, 1869. 264. s köv. sz. Cikke a Gazdasági Lapokban 1855. 46. 47. Korizmics László úrhoz!